# Ферв'ю (Техас)
Ферв'ю (англ. Fairview) — місто (англ. town) в США, в окрузі Коллін штату Техас. Населення — 10 372 особи (2020).

## Географія
Ферв'ю розташований за координатами 33°8′26″ пн. ш. 96°36′49″ зх. д. / 33.14056° пн. ш. 96.61361° зх. д. (33.140653, -96.613511).  За даними Бюро перепису населення США в 2010 році місто мало площу 22,50 км², з яких 22,46 км² — суходіл та 0,04 км² — водойми.

## Демографія
Згідно з переписом 2010 року, у місті мешкало 7248 осіб у 2841 домогосподарстві у складі 2266 родин. Густота населення становила 322 особи/км².  Було 3140 помешкань (140/км²).
Расовий склад населення:
| - 88,2 % — білих - 4,3 % — азіатів - 3,6 % — чорних або афроамериканців - 0,6 % — корінних американців - 1,6 % — осіб інших рас |

До двох чи більше рас належало 1,7 %. Частка іспаномовних становила 6,2 % від усіх жителів.
За віковим діапазоном населення розподілялося таким чином: 22,2 % — особи молодші 18 років, 53,5 % — особи у віці 18—64 років, 24,3 % — особи у віці 65 років та старші. Медіана віку мешканця становила 49,2 року. На 100 осіб жіночої статі у місті припадало 93,6 чоловіків;  на 100 жінок у віці від 18 років та старших — 90,5 чоловіків також старших 18 років.
Середній дохід на одне домашнє господарство  становив 119 692 долари США (медіана — 73 713), а середній дохід на одну сім'ю — 150 557 доларів (медіана — 104 434). За межею бідності перебувало 5,8 % осіб, у тому числі 7,4 % дітей у віці до 18 років та 3,3 % осіб у віці 65 років та старших.
Цивільне працевлаштоване населення становило 3059 осіб. Основні галузі зайнятості: науковці, спеціалісти, менеджери — 19,8 %, роздрібна торгівля — 15,6 %, освіта, охорона здоров'я та соціальна допомога — 14,7 %.